# 大人物藝術製作
大人物藝術製作是臺灣一家藝術製作公司，由臺灣配音員李勇成立於2008年。

## 概要
「B.I.G.」一名來自「Believe in God!」，意為公司創辦者對上帝的信仰與忠誠。公司成立的目標與宗旨為「做點好玩的事吧！」。設有企畫製作部、錄音工程部、音樂編曲部、回饋奉獻部，四個部門。

## 成員

### 配音員
- 李勇
- 張騰
- 張乃文
- 徐偉翔
- 孫若薇
- 連思宇
- 吳敏綺
- 劉艾靈

## 參與作品

### 動畫

#### 台灣動畫
- POPA Family（2009年）配音
- 元氣寶寶VITA（2011年）配音
- 遺失時間的夏日（2012年）配音

#### 台灣動畫電影
- 靠岸（2010年）配音
- 夢見（2013年）配音

#### 台灣動態漫畫
- MOCO放！漫畫（2013年）配音

#### 韓國動畫
- Poli波力（2012年）配音
- 糖果精靈（2012年）配音

#### 歐美動畫
- 小王子（2010年）配音
- 藍色小精靈（2012年）配音

### 電視節目
- 全球動物冒險王　配音
- 假面騎士W（2012年）配音
- 海賊戰隊豪快者（2012年）配音
- 假面騎士OOO（2013年）配音
- 特命戰隊Go Busters（2013年）配音
- 假面騎士Fourze（2014年）配音
- 獸電戰隊強龍者（2014年）配音

### 廣告
- 理性娛樂有限公司《PokerStars撲克之星》　配音
- 外交部領事事務局App《旅外救助指南》　配音

### 遊戲
- 與死神渡過的七日 ～Last Days～　音樂製作[3]

### 廣播劇
- 馬桶上的阿拉丁（2012年）配音

### 有聲書
- 眠水 罌籠葬聲繪集（2011年）配音

### 其他
- Mia的奇幻歷險（英语：Mia and Me）　配音

## 主辦活動

### 明日聲優の星
明日聲優の星，是甄選配音員的一個活動，活動始於2010年。協辦單位為景平工作室、開拓動漫。分為初選、複選兩個階段，入選後即可參加配音員的培訓課程。
- 活動歷程
  - 2011年 第二屆明日聲優の星
  - 2012年 第三屆明日聲優の星

## 外部連結
- 大人物藝術製作 官方網站 （页面存档备份，存于）
- YouTube上的2011明日聲優の星培訓招募起跑！
- YouTube上的2012明日聲優の星培訓招募起跑！